# Ya Ly
Ya Ly là một xã thuộc huyện Sa Thầy, tỉnh Kon Tum, Việt Nam.

## Địa lý
Xã Ya Ly nằm ở phía đông nam huyện Sa Thầy, có vị trí địa lý:
- Phía đông giáp thành phố Kon Tum và xã Sa Bình
- Phía tây giáp xã Ya Tăng và xã Ya Xiêr
- Phía nam giáp tỉnh Gia Lai
- Phía bắc giáp thị trấn Sa Thầy.

Xã Ya Ly có diện tích 38,23 km², dân số năm 2019 là 1.943 người, mật độ dân số đạt 51 người/km².

## Lịch sử
Ngày 10 tháng 7 năm 2003, Chính phủ ban hành Nghị định 80/2003/NĐ-CP về việc điều chỉnh địa giới hành chính các xã Ya Ly, Ya Xiêr và thành lập các xã Ya Tăng thuộc huyện Sa Thầy tỉnh Kon Tum, theo đó:
- Điều chỉnh 1.146 ha diện tích tự nhiên và 659 nhân khẩu của xã Ya Xiêr
- Điều chỉnh 18.213 ha diện tích tự nhiên và 3.162 nhân khẩu để thành lập xã Ya Tăng.

Sau khi được điều chỉnh lại, xã Ya Ly có 3.823 ha diện tích tự nhiên và 2.074 nhân khẩu.